# Rosa zangezura
Rosa zangezura är en rosväxtart som beskrevs av P. Jarosch.. Rosa zangezura ingår i släktet rosor, och familjen rosväxter. Inga underarter finns listade i Catalogue of Life.